# Darksiders
Darksiders, původně s podtitulem Wrath of War (Hněv Války), je akční adventura vyvinuta Vigil Games a vydána THQ. Hra se inspiruje Apokalypsou, kde hráč zaujímá roli jednoho z Jezdců Apokalypsy, Války. Hra byla vydána pro Xbox 360 a PlayStation 3 5. ledna 2010 v Severní Americe a 8. ledna v Evropě. PC verze byla vydána 23. září 2010 v Severní Americe a 24. září v Evropě.

## Styl hry
Darksiders je akčně-dobrodružná hra pro jednoho hráče, ve které hráč ovládá Válku, jednoho ze čtyř Jezdců
Apokalypsy. Z pohledu třetí osoby se hráč zapojuje do boje, hádanek a průzkumu okolí. Svět je rozdělen do několika částí s mnoha oblastmi, které jsou zpočátku nepřístupné,
dokud Válka nezíská zpět většinu ze svých zbraní a schopností. Střed světa, The Scalding Gallow, funguje jako
centrála, kde Válka získává nové úkoly a zpřístupňují se nové lokace. Každá z lokací obsahuje mnoho lineárních a
nelineárních cest, z nichž většina vyžaduje velké množství zdolávání plošin a ramp, šplhání a plavání skrz
nejrůznější nástrahy prostředí, během kterých Válce pomáhají nově získané schopnosti. Bojuje hlavně proti
andělům a démonům, a proti každému nepříteli má unikátní způsob zabití, většinou v podobě bolestivé smrti.
Ačkoliv je Válka zpočátku omezen k používání pouze svého obouručního meče, Požírače chaosu (Chaoseater), v průběhu herního děje
získá i další zbraně. Každá zbraň má také různé kombinace útoků, které mohou být postupem v ději získány. Hráči
jsou, vedle používání kombinovaných útoků, nuceni k používání i ostatních druhů obrany, jako např. protiútoky,
bloky nebo vyhýbání se útokům různých nepřátel. Projektilové zbraně, jako např. revolver a vrhací čepel ve stylu
bumerangu, se dají použít nejen během soubojů, ale i během řešení hádanek. Mnoho objektů rozmístěných ve hře lze
též použít jako zbraně. Později ve hře získá Válka schopnost povolat ohnivého koně, který poskytuje možnost
rychlejšího přesunu v určitých místech hry a mnohem silnějšího útoku v otevřených prostorách. Vedle útoků se
zbraněmi může Válka používat i schopnosti založené na magii, známé jako hněv (Wrath), které jsou jak obranné, tak
útočné - jejich dostupnost je znázorněna pod ukazatelem zdraví. Další zvláštní schopností Války je možnost
dočasně se přeměnit do podoby Chaosu, což mu umožní být nezranitelný a udělovat velké poškození. Forma se
zpřístupní po dostatečném postupu ve hře, a může být aktivována, jakmile se naplní ukazatel Chaosu bojem s
nepřáteli.
Pokud jsou nepřátelé blízko porážce, může Válka předvést precizní a násilný finální úder, vyvolaný stiskem tlačítka indikovaném na obrazovce, a nepřítele tak okamžitě zabít. Větší nepřátele je možno nakrátko osedlat a nasměrovat do změti menších nestvůr, než je s nimi skončeno. Válka občas narazí na velké "boss" oponenty, kteří jsou jak obrovští, tak udělují velké poškození, a bitvy s nimi jsou založené na hádankách, vyžadují specifické metody a zbraně k jejich porážce, a v některých případech rychlou reakci na události odehrávající se na obrazovce.
Různí nepřátelé po porážce generují různé druhy duší, které poskytují různé výhody. Ve světě Darksiders existují tři druhy duší: zelené duše doplňují zdraví, žluté hněv a modré duše zastupující jakousi formu měny. Modré duše lze utrácet ve Vulgrimově obchodě za nová komba, schopnosti hněvu, lahvičky a jiná vylepšení. V Darksiders se ovšem vyskytují také artefakty, které lze směnit za další modré duše a bonus při zkompletování celého setu. Duše lze navíc získat otevíráním truhel rozmístěných po celém světě. Úlomky hněvu nebo kamene života (Lifestone) lze sbírat také - po nalezení čtyř úlomků získá Válka dílek života nebo hněvu navíc, permanentně.

## Postavy
Hráč ovládá Válku, prvního ze čtyř Jezdců Apokalypsy. Spolu se zbytkem Jezdců je jeho povinností být povolán na
Zemi, jakmile začne Poslední bitva mezi Nebem a Peklem. Válka nebojuje ani za nebe, ani za peklo. Slouží pouze k
nastolení pořádku podle pravidel Spálené rady (The Charred Council), jež existuje pro udržování rovnováhy mezi těmito dvěma
silami. Dodržuje přísný zákon cti a na své cestě je ochoten bojovat s čímkoliv, co mu přijde do cesty.
Během děje je Válka provázen Hlídačem (The Watcher), dozorcem, s nímž je spoután a který je vyslán Spálenou radou, aby Válku hlídal a provázel ho během jeho výpravy. Díky této roli je v podstatě skeptický a ke zlosti
Války cynicky komentuje většinu činností, které Válka provádí. Později Válka užívá rad Samaela, jež byl kdysi
mocný a obávaný démon, nyní uvězněný, který se sám chce pomstít Ničitelovi (Destroyer), vůdci vítězných sil na Zemi. Do
hlavní zápletky zasahuje mnoho vracejících se postav. Mezi nimi i Uriel, vůdce dobra poté, co předchozí
velitel, Abaddón, padl během velké bitvy; nyní jako ztroskotanec hledá na Zemi ty, jež jsou podle ní
zodpovědní za Abaddónovu smrt. Jedna z dalších vracejících se postav je Vulgrim: ďábelský obchodník, který
výměnou za lidské duše poskytuje Válce vybavení a schopnosti. Nakonec je tu Ulthane, neboli Černé Kladivo (The
Black Hammer), který je vůči Válce zprvu nepřátelský, ale rychle se spřátelí; nejprve poté, co Válce pomůže
dostat se do doupěte Truchlitelky (Griever), poté Válce vyrobí očarovaný revolver a znovu pro něj zkuje Čepel Zkázy (The
Armageddon Blade). Válka je znám jako válečník lačnící po moci, který se nezastaví před ničím v honbě za těmi,
kteří ho zradili.

### Hlasové obsazení
- Liam O'Brien jako Válka (War)
- Mark Hamill jako Hlídač (The Watcher)
- Phil LaMarr jako Vulgrim
- Moon Bloodgood jako Uriel
- Troy Baker jako Abaddón, Straga, Tormented Gate
- Lani Minella jako Silitha, Tiamat
- Vernon Wells jako Samael
- Keith Szarabajka jako Azrael
- J.B. Blanc jako Ulthane
- Fred Tatasciore jako The Charred Council

## Zápletka
K zachování rovnováhy mezi Nebem a Peklem skupina, nazvaná Spálená rada fungující jako prostředník,
vysílá čtyři Jezdce Apokalypsy, aby po staletí trvajících válkách zasáhli a vynutili příměří mezi oběma královstvími. Léta po uzavření dohody Rada předvídá, že hlavním faktorem v poslední bitvě světa bude lidstvo, což bude potvrzeno
zlomením Sedmé pečetě.
V současnosti armády Nebe a Pekla na Zemi bojují a ničí vše kolem sebe, poslední bitva začíná. Doprostřed vřavy
je povolán Válka, aby zjednal pořádek. Ve chvíli kdy se setká s Abaddónem, generálem nebeských sil, zjistí, že
ostatní jezdci povoláni nebyli a Sedmá pečeť nebyla zlomena. Straga, mocný démon, povstane ze země a zabíjí Abaddóna. Válka se Stragou bojuje a je poražen. Je předvolán před Radu, která ho obviní z předčasného rozpoutání Apokalypsy. Rada ho odsoudí k smrti, ale Válka žádá o šanci najít toho, kdo to způsobil, a znovu nastolit rovnováhu. Rada souhlasí pod podmínkou, že ho spoutá s jedním z jejich dozorců, Hlídačem (The Watcher), schopným zabít Válku kdykoliv, pokud by se odchýlil od cíle své mise.
Po návratu na Zem Válka zjistí, že od jeho poslední návštěvy uběhlo celé století. Síly Pekla, vedené Ničitelem, zvítězily a zlikvidovaly armádu Nebe, až na hrstku válečníků odporu zvanou jako Pekelná garda(The Hellguard), které vede andělka Uriel. Všichni lidé buď zahynuli, nebo se změnili v nemrtvé. Země leží v troskách. Od potměšilého obchodníka Vulgrima Válka zjistí, že doupě Ničitele leží na dně Černé věže (The Black Tower) a dostane radu vyhledat Samaela, kdysi mocného pána démonů, který mu může pomoci dostat se do věže. Samael Válce vysvětlí, že Černou věž chrání čtveřice Vyvolených démonů a požádá Válku, aby je výměnou za jeho radu všechny zabil a přinesl mu jejich srdce. Na cestě za druhým strážcem se Válka setkává s Ulthanem, jedním ze Starých (The Old Ones), a po konfrontaci s Uriel a její pekelnou gardou se s ním spřátelí. Když se Válka chystá zabít čtvrtého strážce, Slithii, dozví se, že je pouze využit Samaelem k obnovení jeho předchozí moci a že skutečný důvod existence čtyř strážců je rozdělení a uchování Samaelovy síly a zabránění jeho návratu za každou cenu. Válka pak přináší Samaelovi srdce všech čtyřech Vyvolených jako důkazy o jejich smrti, a Samael při obdržení čtvrtého srdce dodrží své slovo a pošle Válku k Černé věži s poznámkou, že se určitě v budoucnu ještě setkají. Uvnitř Věže Válka potkává spoutaného Azraela, Anděla Smrti (The Angel of Death). Azrael přizná, že s Abaddónem zosnoval plán na předčasný začátek Apokalypsy, protože pokud by bitva mezi Nebem a Peklem trvala déle, síly Nebe by prohrály. Nicméně s Abaddnóvou smrtí plán selhal. Válka, poté, co si vyslechl Azraelovu zpověď, sezná, že je jeho dohoda se Spálenou radou splněná. Hlídač si ovšem myslí opak a tvrdí, že rovnováha musí být obnovena. Válka se propracuje do srdce Černé věže, kde potkává a posléze poráží Stragu a tak pomstí svoji předchozí porážku. Díky tomu se Věž bortí, osvobozený Azrael Válku zachraňuje, a přivádí ho do zbytků Rajské zahrady, která byla dávno považována za zničenou. Zde řekne Válce, že mu Strom Poznání může ukázat způsob, jak porazit Ničitele.
V Ráji Válka navštěvuje Strom, který mu ukáže vidinu: poté, co byl Abaddón zabit, byl přemístěn do Pekla a neznámá žena mu dala na vybranou - buď sloužit v Nebi, nebo vládnout v Pekle. Abaddón si vybere druhou možnost a je přeměněn v Ničitele. Poté nalezne Sedmou pečeť a nyní je jejím strážcem. Vidina také předpovídá, že se Ničitel chystá dobýt Nebe, Uriel proti němu povede Pekelnou gardu, ale budou poraženi. Spálená rada tyto události předpověděla, a usoudila, že pouze Jezdci Apokalypsy jsou schopni spiklence zastavit, ale také věděli, že by se Jezdci nikdy nesnížili k tomu být pouhými zabijáky, tak nastartovali Apokalypsu a povolali Válku, aby ho mohli obvinit, protože věděli, že udělá vše, aby mohl očistit své jméno. Válce vidina dále ukazuje Hlídače, jak Válku provokuje, a poté je Válka zezadu probodnut velkým, tajemným mečem. Azrael usoudí, že meč, který Válka viděl, je Čepel Zkázy (The Armageddon Blade) a dá Válce úkol najít jeho úlomky a odnést je Ulthanovi, aby meč znovu zkul.
Při hledání úlomků je Válka ještě jednou nucen bojovat s Uriel, která ho vyzve na souboj na život a na smrt (Nex Sacramentum). Válka ze souboje vzejde jako vítěz, ale ani přes Hlídačovo naléhání odmítne Uriel zabít. Válka Uriel slíbí, že její smrt nastane, až on bude chtít, a prozradí jí skutečnou identitu Ničitele. Po odchodu Války Uriel, ztrápená a rozzuřená tím, co se dozvěděla, odlétá a chystá se připravit Pekelnou gardu na bitvu.
Poté, co Válka nalezl všechny úlomky, odnesl je Ulthanovi, aby mohl znovu zkout Čepel. Mezitím Uriel společně s Pekelnou gardou útočí na Ničitele, a jak je předpovězeno, padnou. V následném boji se Válka postaví Ničitelovi, který mu ovšem nabídne spojenectví. Válka odmítá a s Ničitelem bojuje, nicméně jakmile ho Válka zabije Čepelí zkázy, Ničitelovi se navrátí Abaddónova podoba. Válka pokračuje v boji a konečně Abaddóna nadobro zabíjí.
Válka získává Sedmou pečeť, ale je zastaven Hlídačem, který mu pečeť ukradne a začne ho mučit, protože je mu jasné, že by se nyní Válka obrátil proti radě. Když se ho chystá zabít, Uriel vezme Čepel a Válku probodne, přesně jak předpověděl Strom Poznání, a naplnila tak i přísahu smrti. Poté rozbíjí Sedmou pečeť a vrátí tak Válce zpět veškerou jeho moc. Nyní osvobozen od Hlídačovy vůle, Válka Hlídače chytne a zabije. Uriel oznámí Válce, že díky jeho činům jsou všechny dluhy mezi nimi vyrovnány, nicméně ho varuje, protože její povinnost ji pravděpodobně donutí proti němu znovu pozvednout meč. Když se Válka chystá odejít, Uriel ho upozorní, že síly Nebe a Pekla ho nejspíš budou dále pronásledovat, spolu s přisluhovači Spálené rady. Když se ho ptá, jestli hodlá všem těmto hrozbám čelit sám, Válka se k ní jen otočí a poznamená: "Ne. Sám ne", držíc přitom rozbitou Sedmou pečeť a sledujíc, jak k Zemi míří tři meteory, zvěstujíce tak příchod zbývajících tří Jezdců Apokalypsy.

## Demo
U březnového vydání Official Xbox Magazine z roku 2010 je přiložen disk, který obsahuje demo se hrou.

## Přijetí
Darksiders se setkala většinou s pozitivním hodnocením. Na Metacritic se v současnosti hra drží na 82
pro PlayStation 3 a 83 pro Xbox 360. Kritikové zmiňovali jakési trhání obrazovky ve verzi pro Xbox 360, nicméně
tyto potíže byly odstraněny.
Joystiq uvedl, že Darksiders se prodalo přes 1 milion kopií celosvětově, což je více než její konkurent, Bayonetta.
Hra byla zakázána ve Spojených arabských emirátech. Prý "je v rozporu se zvyky a tradicemi UAE."

## Sequel
Výkonný ředitel THQ v rozhovoru pro GameAxis odhalil, že Darksiders bude licencovaný produkt a že THQ plánuje druhý díl. Ten může obsahovat multiplayer, protože se k Válce přidají ostatní Jezdci.
Joystiq uvedl, že druhý díl Darksiders spatří světlo světa někdy v roce 2012.

## Ostatní
Tvůrce Joe Madureira plánuje komiksovou sérii a možná i filmovou adaptaci hry
Madureira v současnosti pracuje na scénáři. a je schopen prodat práva některému hollywoodskému studiu.
Výkonný ředitel THQ Luis Gigliotti uvedl, že by v hlavní roli Války rád viděl Bruce Willise, protože "je drsnej."